# MRSA
MRSA (od eng. Methicillin-resistant Staphylococcus aureus), odnosno zlatni stafilokok otporan na meticilin, zajednički je naziv za vrste zlatnog stafilokoka otporne na širok spektar antibiotika, te ih je zato teško liječiti.
MRSA je razvila otpornost na β-laktamske antibiotike (široku grupu antibiotika dobivenih na bazi penicilina) uključujući meticilin, dikloksacilin, nafcilin i oksacilin. U bolnicama pacijenti s otvorenim ranama, invanzivni aparatima i oslabljenim imunološkim sustavom imaju veći rizik za infekciju od šire populacije. Osoblje i pacijenti koji se ne drže propisanih mjera zaštite (pranja ruku i ino) prije i nakon neposrednog kontakta sa zaraženom osobom najčešći su prenositelji te bolesti.
Prvi put pojavila se u Velikoj Britaniji 1961., a prva veća pojava u SAD-u dogodila se 1981. među intravenoznim ovisnicima. Tip MRSA-e CC398 pojavio se među stokom koju se uzgaja za mesnu industriju. Prenosi se na ljude koji rukuju mesom zaraženih životinja, a kod životinja je uglavnom asimptomatska.
|  | Molimo pročitajte upozorenje o korištenju medicinskih informacija. Ne provodite liječenje bez savjetovanja s liječnikom! |